# Hydrolithon somaliae
Hydrolithon somaliae (Raineri) P.C. Silva, 1966  é o nome botânico  de uma espécie de algas vermelhas pluricelulares do gênero Hydrolithon, família Corallinaceae, subfamília Mastophoroideae.
- São algas marinhas encontradas na Somália.

## Sinonímia
- Porolithon somaliae   Raineri, 1929